# Liste des titres musicaux numéro un en Allemagne en 2017
Cette page liste les titres numéro un dans les meilleures ventes de disques en Allemagne pour l'année 2017 selon Media Control Charts.
Les classements sont issus des 100 meilleures ventes de singles et des 100 meilleures ventes d'albums. Ils se déroulent du vendredi au jeudi, et sont publiés le mardi par l'industrie musicale allemande.

## Classement des singles
| №  | Date          | Artiste                                   | Titre                  | Référence |
| -- | ------------- | ----------------------------------------- | ---------------------- | --------- |
| 1  | 6 janvier     | Clean Bandit feat. Sean Paul & Anne-Marie | Rockabye               |           |
| 2  | 13 janvier    | Ed Sheeran                                | Shape of You           |           |
| 3  | 20 janvier    | Ed Sheeran                                | Shape of You           |           |
| 4  | 27 janvier    | Ed Sheeran                                | Shape of You           |           |
| 5  | 3 février     | Ed Sheeran                                | Shape of You           |           |
| 6  | 10 février    | Ed Sheeran                                | Shape of You           |           |
| 7  | 17 février    | Ed Sheeran                                | Shape of You           |           |
| 8  | 24 février    | Ed Sheeran                                | Shape of You           |           |
| 9  | 3 mars        | Ed Sheeran                                | Shape of You           |           |
| 10 | 10 mars       | Ed Sheeran                                | Shape of You           |           |
| 11 | 17 mars       | Ed Sheeran                                | Shape of You           |           |
| 12 | 24 mars       | Ed Sheeran                                | Shape of You           |           |
| 13 | 31 mars       | Ed Sheeran                                | Shape of You           |           |
| 14 | 7 avril       | Ed Sheeran                                | Shape of You           |           |
| 15 | 14 avril      | Ed Sheeran                                | Shape of You           |           |
| 16 | 21 avril      | Ed Sheeran                                | Shape of You           |           |
| 17 | 28 avril      | Luis Fonsi feat. Daddy Yankee             | Despacito              |           |
| 18 | 5 mai         | Luis Fonsi feat. Daddy Yankee             | Despacito              |           |
| 19 | 12 mai        | Luis Fonsi feat. Daddy Yankee             | Despacito              |           |
| 20 | 19 mai        | Luis Fonsi feat. Daddy Yankee             | Despacito              |           |
| 21 | 26 mai        | Luis Fonsi feat. Daddy Yankee             | Despacito              |           |
| 22 | 2 juin        | Luis Fonsi feat. Daddy Yankee             | Despacito              |           |
| 23 | 9 juin        | Luis Fonsi feat. Daddy Yankee             | Despacito              |           |
| 24 | 16 juin       | Luis Fonsi feat. Daddy Yankee             | Despacito              |           |
| 25 | 23 juin       | Luis Fonsi feat. Daddy Yankee             | Despacito              |           |
| 26 | 30 juin       | Luis Fonsi feat. Daddy Yankee             | Despacito              |           |
| 27 | 7 juillet     | Luis Fonsi feat. Daddy Yankee             | Despacito              |           |
| 28 | 14 juillet    | Luis Fonsi feat. Daddy Yankee             | Despacito              |           |
| 29 | 21 juillet    | Luis Fonsi feat. Daddy Yankee             | Despacito              |           |
| 30 | 28 juillet    | Luis Fonsi feat. Daddy Yankee             | Despacito              |           |
| 31 | 4 août        | Luis Fonsi feat. Daddy Yankee             | Despacito              |           |
| 32 | 11 août       | Luis Fonsi feat. Daddy Yankee             | Despacito              |           |
| 33 | 18 août       | Luis Fonsi feat. Daddy Yankee             | Despacito              |           |
| 34 | 25 août       | Axwell Λ Ingrosso                         | More Than You Know     |           |
| 35 | 1er septembre | Axwell Λ Ingrosso                         | More Than You Know     |           |
| 36 | 8 septembre   | Axwell Λ Ingrosso                         | More Than You Know     |           |
| 37 | 15 septembre  | Kay One feat. Pietro Lombardi             | Señorita               |           |
| 38 | 22 septembre  | Kay One feat. Pietro Lombardi             | Señorita               |           |
| 39 | 29 septembre  | Kay One feat. Pietro Lombardi             | Señorita               |           |
| 40 | 6 octobre     | Kollegah & Farid Bang                     | Sturmmaske auf (Intro) |           |
| 41 | 13 octobre    | Bausa                                     | Was du Liebe nennst    |           |
| 42 | 20 octobre    | Bausa                                     | Was du Liebe nennst    |           |
| 43 | 27 octobre    | Bausa                                     | Was du Liebe nennst    |           |
| 44 | 3 novembre    | Bausa                                     | Was du Liebe nennst    |           |
| 45 | 10 novembre   | Bausa                                     | Was du Liebe nennst    |           |
| 46 | 17 novembre   | Bausa                                     | Was du Liebe nennst    |           |
| 47 | 24 novembre   | Bausa                                     | Was du Liebe nennst    |           |
| 48 | 1er décembre  | Bausa                                     | Was du Liebe nennst    |           |
| 49 | 8 décembre    | Ed Sheeran                                | Perfect                |           |
| 50 | 15 décembre   | Ed Sheeran                                | Perfect                |           |
| 51 | 22 décembre   | Ed Sheeran                                | Perfect                |           |
| 52 | 29 décembre   | Ed Sheeran                                | Perfect                |           |

## Classement des albums
| №  | Date          | Artiste                | Titre                                                                | Référence |
| -- | ------------- | ---------------------- | -------------------------------------------------------------------- | --------- |
| 1  | 6 janvier     | The Rolling Stones     | Blue & Lonesome                                                      |           |
| 2  | 13 janvier    | Klubbb3                | Jetzt geht’s richtig los!                                            |           |
| 3  | 20 janvier    | The xx                 | I See You                                                            |           |
| 4  | 27 janvier    | Antilopen Gang         | Anarchie und Alltag                                                  |           |
| 5  | 3 février     | Kreator                | Gods of Violence                                                     |           |
| 6  | 10 février    | Broilers               | (sic!)                                                               |           |
| 7  | 17 février    | Majoe                  | Auge des Tigers                                                      |           |
| 8  | 24 février    | Philipp Poisel         | Mein Amerika                                                         |           |
| 9  | 3 mars        | Mike Singer            | Karma                                                                |           |
| 10 | 10 mars       | Ed Sheeran             | ÷                                                                    |           |
| 11 | 17 mars       | Ed Sheeran             | ÷                                                                    |           |
| 12 | 24 mars       | Depeche Mode           | Spirit                                                               |           |
| 13 | 31 mars       | The Kelly Family       | We Got Love                                                          |           |
| 14 | 7 avril       | Joel Brandenstein      | Emotionen                                                            |           |
| 15 | 14 avril      | Deep Purple            | Infinite                                                             |           |
| 16 | 21 avril      | Ed Sheeran             | ÷                                                                    |           |
| 17 | 28 avril      | Adel Tawil             | So schön anders                                                      |           |
| 18 | 5 mai         | Kontra K               | Gute Nacht                                                           |           |
| 19 | 12 mai        | Die Toten Hosen        | Laune der Natur                                                      |           |
| 20 | 19 mai        | Helene Fischer         | Helene Fischer                                                       |           |
| 21 | 26 mai        | Rammstein              | Rammstein: Paris                                                     |           |
| 22 | 2 juin        | Helene Fischer         | Helene Fischer                                                       |           |
| 23 | 9 juin        | Kraftklub              | Keine Nacht für Niemand                                              |           |
| 24 | 16 juin       | Bushido                | Black Friday                                                         |           |
| 25 | 23 juin       | KC Rebell & Summer Cem | Maximum                                                              |           |
| 26 | 23 juin       | Compilation            | Sing meinen Song – Das Tauschkonzert (de) Vol. 4                     |           |
| 27 | 7 juillet     | Fler & Jalil           | Epic                                                                 |           |
| 28 | 14 juillet    | Compilation            | Sing meinen Song – Das Tauschkonzert Vol. 4                          |           |
| 29 | 21 juillet    | 187 Strassenbande      | Sampler 4                                                            |           |
| 30 | 28 juillet    | 187 Strassenbande      | Sampler 4                                                            |           |
| 31 | 4 août        | Die Amigos             | Zauberland                                                           |           |
| 32 | 11 août       | Die Amigos             | Zauberland                                                           |           |
| 33 | 18 août       | Vanessa Mai            | Regenbogen                                                           |           |
| 34 | 25 août       | Eisbrecher             | Sturmfahrt                                                           |           |
| 35 | 1er septembre | RAF Camora             | Anthrazit                                                            |           |
| 36 | 8 septembre   | Casper                 | Lang lebe der Tod                                                    |           |
| 37 | 15 septembre  | Cro                    | tru.                                                                 |           |
| 38 | 22 septembre  | Andrea Berg            | 25 Jahre Abenteuer Leben                                             |           |
| 39 | 29 septembre  | Andrea Berg            | 25 Jahre Abenteuer Leben                                             |           |
| 40 | 6 octobre     | Savas & Sido           | Royal Bunker                                                         |           |
| 41 | 13 octobre    | Sunrise Avenue         | Heartbreak Century                                                   |           |
| 42 | 20 octobre    | Santiano               | Im Auge des Sturms                                                   |           |
| 43 | 27 octobre    | Trailerpark            | TP4L                                                                 |           |
| 44 | 3 novembre    | Santiano               | Im Auge des Sturms                                                   |           |
| 45 | 10 novembre   | Peter Maffay           | MTV Unplugged                                                        |           |
| 46 | 17 novembre   | Peter Maffay           | MTV Unplugged                                                        |           |
| 47 | 24 novembre   | Peter Maffay           | MTV Unplugged                                                        |           |
| 48 | 1er décembre  | Compilation            | Sing meinen Song – Das Tauschkonzert – Das Weihnachtskonzert, Vol. 4 |           |
| 49 | 8 décembre    | Kollegah & Farid Bang  | Jung, brutal, gutaussehend 3                                         |           |
| 50 | 15 décembre   | Böhse Onkelz           | Memento – Gegen die Zeit + Live in Berlin                            |           |
| 51 | 22 décembre   | Ed Sheeran             | ÷                                                                    |           |
| 52 | 29 décembre   | Ed Sheeran             | ÷                                                                    |           |

## Hit-parade de l'année
| Singles | Albums |
| --- | --- |
| 1. Ed Sheeran – Shape of You 2. Luis Fonsi feat. Daddy Yankee – Despacito 3. The Chainsmokers & Coldplay – Something Just like This 4. Imagine Dragons – Thunder 5. Burak Yeter feat. Danelle Sandoval – Tuesday 6. Axwell Λ Ingrosso – More Than You Know 7. Robin Schulz feat. James Blunt – OK 8. Bausa – Was du Liebe nennst 9. French Montana feat. Swae Lee – Unforgettable 10. Ed Sheeran – Galway Girl | 1. Helene Fischer – Helene Fischer 2. Ed Sheeran – ÷ 3. Die Toten Hosen – Laune der Natur 4. Kollegah & Farid Bang – Jung, brutal, gutaussehend 3 5. The Kelly Family – We Got Love 6. Compilation – Sing meinen Song – Das Tauschkonzert, Vol. 4 7. Peter Maffay – MTV Unplugged 8. Santiano – Im Auge des Sturms 9. Rammstein – Rammstein: Paris 10. Depeche Mode – Spirit |